# متلازمة الاغتراب الوالدي
متلازمة الاغتراب الوالدي (بالإنجليزية: Parental alienation syndrome)‏ (اختصارًا PAS) هو مصطلح أطلقه طبيب الأطفال النفسي ريتشارد غاردنير عام 1985 ليصف زمرة من السلوكيات المميزة لدى الأطفال، والتي تشمل إظهار خوف شديد وغير مبرر، عدم الاحترام أو العدوانية تجاه أحد الوالدين. اعتقد غاردنير أن مجموعة من السلوكيات التي لاحظها في بعض العائلات التي فيها نزاعات على حضانة الأطفال يمكن استخدامها لتشخيص التلاعب النفسي أو التأثير غير المشروع لأحد الأبوين على الطفل، وغالبا من قبل الطرف الذي يحاول منع علاقة جارية بين الطفل وأفراد آخرين من العائلة بعد انفصال أو طلاق. لم تقبل المجتمعات الطبية أو القضائية استخدام مصطلح «متلازمة» حتى الآن وتعرض بحث غاردنير لانتقاد واسع من قبل علماء الصحة النفسية والقانون لنقص الصدق والثبات العلمي. ويعتبر المصطلح المشتق «الاغتراب الوالدي» ديناميكيا في بعض الانفصالات العائلية.

## الوصف الأولي
متلازمة الاغتراب الوالدي مصطلح أطلقه طبيب الأطفال النفسي ريتشارد أ. غاردنير ليدعم به تجاربه العيادية في بدايات الثمانينيات، تم وصف مفهوم محاولة أحد الوالدين لفصل طفلهم عن الوالد الآخر كعقاب أو كجزء من الطلاق منذ الأربعينيات على الأقل. وكان غاردنير أول من يحدد متلازمة معينة، ففي ورقته البحثية عام 1985 عرف متلازمة الاغتراب الوالدي بأنها:
اضطراب ينشأ بشكل أساسي في سياق نزاعات حضانة الأطفال، والتعبير الأولي له هو حملة الطفل لتشويه سمعة الوالد دون أي مبرر؛ وينتج هذا الاضطراب عن الجمع بين مايلقنه الأب الذي يقوم بالابتعاد مع مساهمات الطفل الخاصة للافتراء على الوالد الآخر المبعد.
كما قال أيضا أن مايلقنه الوالد الذي يقوم بالاغتراب قد يكون مقصودا أو غير واع. اعتقد غاردنير في البداية أن الوالدين (الأمهات عادة) يقومون باتهامات باطلة للطرف الآخر (الآباء عادة) عن الإساءة للطفل أو الاعتداء الجنسي لمنع التواصل المستقبلي معهم. وبينما وصف غاردنير الأم بأنها تقوم بالتغريب في 90% من حالات المتلازمة، صرح لاحقا أن احتمال تساوي الوالدين في التغريب أكبر. وصرح لاحقا أيضا أنه خلال خبرته لم تكن الاتهامات بالاعتداء الجنسي موجودة في الأغلبية العظمى من حالات متلازمة الاغتراب الوالدي.

## الخصائص
وصف غاردنير المتلازمة بأنها فكرة تستحوذ على الطفل يرافقها نقد واستنكار لأحد الأبوين. وقال غاردنير أن المتلازمة تحدث عندما يقوم أحد الوالدين في سياق إجراءات الحضانة بشكل مقصود أو غير واع بمحاولة تغريب الطفل عن الوالد الآخر. ووفقا له أيضا، تتميز المتلازمة بمجموعة من 8 أعراض تظهر على الطفل، وهذا يشمل حملة افتراء وكره تجاه الوالد الهدف، وتبريرات ضعيفة وسخيفة وعابثة لاستنكار وكره الوالد، ونقص التناقض الوجداني الاعتيادي تجاه الوالد الهدف، وإصرار قوي بأن قرار رفض الوالد هو قرارهم وحدهم (ظاهرة المفكر المستقل)، ورد فعل انعكاسي بدعم الوالد الآخر المفضل في النزاع، ونقص الشعور بالذنب نحو معاملة الوالد المغرب، واستخدام سيناريوهات وعبارات مأخوذة من الوالد الذي يقوم بالتغريب، وامتداد تشويه السمعة والاستصغار ليس فقط إلى الوالد الهدف بل إلى عائلته وأصدقائه. ورغم الاستشهادات المتكررة عن هذه العوامل في الدراسات العلمية السابقة، لم يتم استكشاف القيمة المنسوبة لهذه العوامل حتى الآن من قبل المختصين في هذا الحقل.
قسم غاردنير وآخرون متلازمة الاغتراب الوالدي إلى خفيفة ومتوسطة ومستويات متعددة؛ وافترض أن عدد وشدة الأعراض الثمانية التي تشملها المتلازمة تزداد خلال المستويات المختلفة. وتختلف توصيات إدارة المتلازمة وفقا لشدة مستوى الأعراض التي يظهرها الطفل. وفي حين أن تشخيص متلازمة الاغتراب الوالدي تتم اعتمادا على أعراض الطفل، قال غاردنير أن أي تغيير في الحضانة يجب أن يعتمد بشكل أساسي على مستوى الأعراض للوالد الذي يقوم بالتغريب.
في الحالات الخفيفة، افترض وجود بعض البرمجة الوالدية ضد الوالد الآخر الهدف، لكن انقطاع الزيارة يكون قليلا أو معدوما، ولم يوصي غاردنير بالزيارات بأمر من المحكمة.
في الحالات المتوسطة، افترض حدوث المزيد من البرمجة الوالدية، مما ينتج عنه زيادة في ممانعة الزيارات إلى الوالد المستهدف، وهنا يوصي غاردنير بأن تبقى الحضانة الأولية مع الوالد المبرمج إذا كان من المتوقع أن تتوقف عملية غسل الدماغ، وإن لم يكن كذلك، يجب نقل الحضانة إلى الوالد الهدف. وبالإضافة لذلك، يوصى بعلاج للطفل لإيقاف الاغتراب وإصلاح العلاقة المتضررة مع الوالد الهدف.
وفي الحالات الشديدة التي وجد فيها أن الأطفال يظهرون أغلب أو كل أعراض المتلازمة ويرفضون زيارة الوالد الهدف، ويحتمل أن يهددوا بالهرب أو أذية أنفسهم إذا أجبروا على زيارة الوالد الآخر، يوصي غاردنير بأن يبعد الطفل عن منزل الوالد الذي يقوم بالتغريب إلى بيت انتقالي قبل نقله إلى منزل الوالد الهدف.
وبالإضافة لتعديل الحضانة، يوصي غاردنير بالعلاج للطفل. وقد انتقد التداخل الذي اقترحه غاردنير في حالات المتلازمة المتوسطة والشديدة الذي شمل أمر نقل عن طريق المحكمة إلى منزل الوالد الذي تم تغريبه والغرامات والإقامة الجبرية والاحتجاز بسبب طبيعة القصاص فيها نحو الوالد الذي يقوم بالتغريب والطفل المغرب، وبسبب خطورة إساءة استخدام السلطة وخرق حقوقهم المدنية، ومع مرور الوقت، راجع غاردنير آراءه وعبر عن دعم أقل لأكثر إستراتيجيات إدارة المتلازمة عدائية.

## القبول
لقيت الصيغة الأصلية التي قدمها غاردنير -والتي حددت بأن الأمهات هن تقريبا أكثر طرف يقوم بالتغريب- دعما من قبل مجموعات حقوق الآباء، حيث مكنت الآباء من تفسير إحجام أطفالهم عن زيارتهم وإلقاء اللوم على زوجاتهم السابقات. وعلى العكس، انتقدت المجموعات النسائية المتلازمة بأنها سمحت للمسيئين بالادعاء أن ادعاءات الأمهات أو الأطفال بالإساءة كانت رد فعل عكسي ناتج عن غسيل الدماغ. أكد غاردنير نفسه أن المتلازمة تطبق فقط في الحالات التي لم يكن قد انتفى فيها حدوث إساءة فعلية أو إهمال. لكن بحلول عام 1998، لوحظ زيادة في الوعي بالمتلازمة أدت إلى زيادة في سوء تطبيقها كمناورة تبرئة قانونية.
استشهد بالمتلازمة في قضايا طلاق كبيرة وقضايا حضانة أطفال، وتحديدا كدفاع ضد الاتهامات بالعنف المنزلي أو الاعتداء الجنسي. وقد كانت حالة المتلازمة وبالتالي مقبوليتها في شهادة الخبراء موضوع جدل، مع ظهور تحديات بخصوص قبول الأخصائين لها في هذا المجال، وفيما إذا كانت تتبع منهجية عملية قابلة للاختبار، وفيما إذا تم اختبارها وإذا كان لها معدل خطأ، وإلى أي مدى نشرت النظرية وتمت مراجعتها من قبل الأقران.
لم يقبل المتلازمة خبراء علم النفس وخبراء الدفاع عن الطفل أو دراسة الإساءة للطفل ولا علماء القانون وانتقدت المتلازمة بشدة من قبل أعضاء المجتمع القانوني ومجتمع الصحة النفسية، الذين صرحوا بأن متلازمة الاغتراب الوالدي يجب ألا تقبل في جلسات استماع المحكمة بشأن حضانة الطفل وذلك بناء على العلم والقانون.
كما لم تقم أي رابطة مهنية بالاعتراف بالمتلازمة كمتلازمة طبية مناسبة أو كاضطراب نفسي. كما أنها لم تدرج في التصنيف الإحصائي الدولي للأمراض والمشاكل الصحية المرتبطة التابع لمنظمة الصحة العالمية. ولم تعترف بها الرابطة الطبية الأمريكية ولا رابطة الطب النفسي الأمريكية، ورفضت رابطة علم النفس الأمريكية إعطاءها أي موقف يخصها، لكنها أعلنت مخاوفها بسبب نقص البيانات الداعمة وعن كيفية استخدام المصطلح. وقد عبر فريق العمل الرئاسي التابع لرابطة علم النفس الأمريكية حول العنف والعائلة عن قلقه بأن مقيّمي الحضانة يستخدمون المتلازمة كوسيلة لإعطاء الحضانة للآباء رغم تاريخ من العنف، وقد شاركهم معلقين آخرين هذا القلق. ورفض المجلس الوطني الأمريكي للأحداث وقضاة محاكم العائلة المتلازمة، وأوصوا بعدم استخدامها لتقدير حالات حضانة الطفل.
كما أن مقبولية متلازمة الاغتراب الوالدي رفضتها لجنة مراجعة من الخبراء ومحكمة استئناف إنكلترا وويلز في المملكة المتحدة، وأوصت وزارة العدل الكندية بعدم استعمالها. ويذكر أنه تم الاستشهاد بمتلازمة الاغتراب الوالدي في بعض قضايا المحاكم العائلية في الولايات المتحدة.
صور غاردنير المتلازمة بأنهة مقبولة جدا في النظام القضائي وتملك مجموعة متنوعة من السابقات القضائية، لكن التحليل القانوني للقضايا الفعلية في عام 2006 يشير إلى أن هذا الادعاء غير صحيح.

### استثناء المتلازمة من الدليل التشخيصي
لم يتم إدخال المتلازمة في الدليل التشخيصي والإحصائي للاضطرابات النفسية التابع لرابطة الطب النفسي الأمريكية الرابع DSM-IV. وقد حاول غاردنير وآخرون الضغط لتضمينها في الدليل الخامس، وقد احتج غاردنير بأنه عند صدور الدليل الرابع لم يكن هناك مايكفي من الأبحاث لكي يشمل المتلازمة، لكن منذ حينها، أصبح هناك ما يكفي من المقالات العلمية والاهتمام بالمتلازمة الذي جعلها تستحق أن تؤخذ بجدية.
وجد استبيان لمقيّمي الحضانة الأمريكيين نشر عام 2007 أن نصف الذين أجابو على الاستبيان لم يوافقو على إدراج المتلازمة في الدليل، بينما اعتقد الثلث أنه يجب أن تدرج. وقد طرحت صيغة أخرى اسمها اضطراب الاغتراب الوالدي، وأشارت إلى أن إدراج متلازمة الاغتراب الوالدي في الدليل التشخيصي والإحصائي الخامس سيعزز البحث والمعاملة المناسبة، وسيقلل سوء استخدام مفاهيم صادقة وموثوقة. وفي كانون الأول 2012، أعلنت الرابطة الأمريكية للطب النفسي أن متلازمة الاغتراب الوالدي لا يمكن أن تدرج في مراجعة الدليل الخامس. لكن هناك حاليا تشخيصات يشملها الدليل الخامس تعكس تأثير السلوك الوالدي على الأطفال، وبالتحديد على مشاكل علاقات الأطفال والآباء، والأطفال المتأثرين بضغوطات علاقات الوالدين. الفرق الرئيسي هو أن التشخيص المدرج في الدليل يتعلق بالصحة النفسية للفرد المشخص له، في مقابل محاولة وصف اضطراب في العلاقة بين أناس مختلفين سواء كانت بين الطفل والوالد أو بين الوالدين.